# Диошд
Диошд (мађ. Diósd) град је у Мађарској у жупанији Пешта.

## Становништво
По процени из 2017. у граду је живело 10.148 становника.
| 1990. | 2001. | 2011. | 2017.  |
| ----- | ----- | ----- | ------ |
| 3.719 | 5.785 | 9.056 | 10.148 |

## Партнерски градови
- Алсбах-Хенлајн
- Ћешанов
- Бранковенешти
- Капаноли